# Hagiosynodos tregouboffi
Hagiosynodos tregouboffi is een mosdiertjessoort uit de familie van de Cheiloporinidae. De wetenschappelijke naam van de soort is voor het eerst geldig gepubliceerd in 1952 door Gautier.